# 青山玲菜
青山 玲菜（あおやま れいな、4月22日 - ）は、日本の女性声優。兵庫県出身。81プロデュース所属。

## 略歴
声優になろうと思ったきっかけは、緒方恵美や皆川純子のように男性役として出演できたり、ラジオやナレーションなどで活躍が多いことを感じたこと。演じてみたいキャラクターとして少年役を挙げている。なお、当初は女優を目指していたという。
アミューズメントメディア総合学院出身。2014年度に入学式で新入生代表宣誓を行った。声優タレント学科2年の時に同企業の製作による実写映画作品『桜ノ雨』に出演。
2017年4月1日付けで81プロデュース所属。

## 人物
趣味は野球、ボルダリング、バレーボール、抹茶を点てる事。

## 出演
太字はメインキャラクター。

### テレビアニメ
2017年
- 笑ゥせぇるすまんNEW（陽子、女、同僚女性）
- 縁結びの妖狐ちゃん
- 天使の3P!（女子生徒A、女B）
- Fate/Apocrypha（子供D）
- アニメガタリズ（コンパニオン）

2018年
- カードファイト!! ヴァンガードG Z（子供）
- メジャーセカンド（2018年 - 2020年、岸本、佐藤光〈幼少期〉、東斗ボーイズ 選手A、客D 他） - 2シリーズ
- あまんちゅ!〜あどばんす〜（男の子）
- フューチャーカード 神バディファイト（生徒C）
- はるかなレシーブ（セッター）
- 音楽少女（幼い弦太）
- キラキラハッピー★ ひらけ!ここたま（2018年 - 2019年、ささきまさと、及川やすし、カッチン）
- ポチっと発明 ピカちんキット（2018年 - 2020年、主婦、女子）
- ソラとウミのアイダ（バッドビニー）
- INGRESS THE ANIMATION（アナウンス）

2019年
- 名探偵コナン（角田千鶴）
- KING OF PRISM -Shiny Seven Stars-（女子）
- MIX（女子C）
- キラッとプリ☆チャン（カンパチ）
- カードファイト!! ヴァンガード（希望の火 エルモ、新風のパーン、タレント〈女性〉） - 2シリーズ
- Fate/Grand Order -絶対魔獣戦線バビロニア-（子供）

2020年
- 異種族レビュアーズ（アイシャ）
- 22/7（河野猛）
- かくしごと（児童B）
- Lapis Re:LiGHTs（教師）
- 100万の命の上に俺は立っている（女子生徒、カルミトー〈幼少期〉）
- 憂国のモリアーティ（ロディー）
- 呪術廻戦（改造人間）

2021年
- WAVE!!〜サーフィンやっぺ!!〜（女子生徒、女の子、観客、ショウ〈少年期〉）
- ドラえもん（テレビ朝日版第2期）（ナビ音声）
- 不滅のあなたへ（リー、女、実況の女、ナンドの弟、男の子）
- パズドラ（少年）
- カノジョも彼女（女子学生）
- 舞妓さんちのまかないさん（2021年 - 2022年、舞妓）
- 先輩がうざい後輩の話（黒部夏美）

2022年
- 東京24区（朱城ラン〈小学生・子供〉、リポーター）
- ガル学。II 〜Lucky Stars〜（女の子の母、宅配のミーコ）
- ヒロインたるもの!〜嫌われヒロインと内緒のお仕事〜（凉海みのる、竹内、観客A）
- 群青のファンファーレ（看護師）
- リコリス・リコイル（オペレーター、DA受付、店員、アナウンサー）
- 弱虫ペダル LIMIT BREAK（観客）

2023年
- カードファイト!! ヴァンガード will+Dress（部員）
- 青のオーケストラ（新入生）
- 『ヒプノシスマイク-Division Rap Battle-』Rhyme Anima +（ファン、十四のファン、客、特殊部隊）
- 豚のレバーは加熱しろ（街の人々、大勢の観客）

2024年
- 治癒魔法の間違った使い方（ナルカ）
- Unnamed Memory（少年）
- 戦国妖狐 千魔混沌編（子供、侍女）
- 女神のカフェテラス（安田恵理）
- メカウデ（イチキシマ、女子生徒B、ARMS隊員A）
- 歴史に残る悪女になるぞ（女子生徒）

2025年
- 未ル わたしのみらい（男の子）
- WIND BREAKER Season 2
- Summer Pockets
- 小市民シリーズ（看護師）
- 薬屋のひとりごと（男の子）
- 帝乃三姉妹は案外、チョロい。（空手部部員）
- ニャイト・オブ・ザ・リビングキャット（ヒトミ＝キャトウ）

### 劇場アニメ
- あした世界が終わるとしても（2019年、小西）
- 映画 えんとつ町のプペル（2020年、町人）

### Webアニメ
2010年代
- カラダ探し（2017年、柊留美子）
- もしもし、てるみです。（2018年、江須奈、鈴太郎ママ）
- 斉木楠雄のΨ難 Ψ始動編（2019年、小学生F）

2020年代
- ベイブレードバースト ダイナマイトバトル（2021年、少年）
- みにヴぁん ら〜じ（2022年、客1）
- 爆丸エボリューションズ（2022年、少年1、女性研究者）
- 賭ケグルイ双（2022年、生徒たち）

### ゲーム
2017年
- クイズRPG 魔法使いと黒猫のウィズ（ソラ・デ・エーレ、メイジー）
- 幻獣姫（アレス）
- 東京ドラゴンシティ（アタランテ、井伊直虎、アリババ、デメテル）
- 武器よさらば（アオイ）
- リトルウィッチアカデミア 時の魔法と七不思議（クロエ）

2018年
- 夜明けのベルカント
- キュイディメ（マカロン）

2019年
- アークザラッド R（アイーシャ）
- デュエル・マスターズ プレイス（2019年 - 2020年、トロピコ、妖姫シルフィ、悪戯人形ハロ、狂犬人形ジュンカツ）

2020年
- ファイナルファンタジーVII リメイク
- 戦国RENKA ズーム!（北条氏康）
- 絵師神の絆（青騎士）
- ダンジョンに出会いを求めるのは間違っているだろうか 〜メモリア・フレーゼ〜（イスカ）
- アッシュと魔法の筆（ジェイニー）
- 天華百剣 -斬-（井上真改）

2021年
- プロジェクトセカイ カラフルステージ! feat. 初音ミク（幼い彰人）

2022年
- バトルスピリッツ コネクテッドバトラーズ（多井ショウタ）
- タクティクスオウガ リボーン

2023年
- ストリートファイター6（市民）

2024年
- グランブルーファンタジー リリンク（2024年）
- 機兵とドラゴン（マカナ、アビス）
- 聖剣伝説 VISIONS of MANA

### ドラマCD
- THE IDOLM@STER THE@TER BOOST 01（2018年、部員1）
- THE IDOLM@STER MILLION THE@TER WAVE 06・07（2020年、男の子、スタッフ） - 2作品
- ミリオンドール 第6巻付属ドラマCD「ミリオンドールnextbeat」（2020年、楓〈すう子姉〉）

### 吹き替え

#### 映画
2016年
- グッドナイト・マミー（ルーカス〈ルーカス・シュワルツ〉）
- グラウンドブレイク 都市壊滅（ワーニャ）
- 恋人まで1%（ソフィ〈エヴリナ・チューレン〉）

2018年
- ゾンビーズ（ブリー〈カーラ・ジェフリー〉）
- ジュマンジ/ウェルカム・トゥ・ジャングル（わんぱく少年）

2019年
- アガサ・クリスティー ねじれた家（ブレンダ・レオニデス〈クリスティーナ・ヘンドリックス〉）
- スパイダーマン:ファー・フロム・ホーム（ヤズミン）
- ボーダーライン: ソルジャーズ・デイ（イサベル・レイエス〈イザベラ・モナー〉）

2020年
- イップ・マン 完結（ベッキー・ウォルターズ）
- ウクライナ・クライシス（スヴィトラーナ）
- ゾンビーズ2（ブリー〈カーラ・ジェフリー〉）
- ドント・レット・ゴー -過去からの叫び-（アシュリー・レッドクリフ〈ストーム・リード〉）
- ナイト・ハウス（女性教師）
- ハロウィン
- ヘルボーイ（アリス・モナハン〈サッシャ・レイン〉）

2021年
- 静かなる侵蝕（店内アナウンス、ゾーイ）
- ハピアー・ザン・エヴァー L.A.へのラブレター（ビリー・アイリッシュ）

2022年
- ジョーズ2（ルーシー〈シンディ・グローヴァー〉）※BSテレ東版
- キル・ゲーム（ウェスト・ザロフ〈アレクシア・ファスト〉）

2024年
- 運び屋（ジニー・ストーン〈タイッサ・ファーミガ〉、少女のジニー）※BSテレ東版
- REBEL MOON: パート1 炎の子（ミリアス〈イリース・ダフィー〉）
  - REBEL MOON: パート2 傷跡を刻む者

#### ドラマ
2016年
- アウトランダー シーズン4
- リーサル・ウェポン

2017年
- レイブンのウチはチョー大変!（テス・オマリー〈スカイ・カッツ〉）

2018年
- 女刑事マーチェラ シーズン2（エドワード・バックランド〈アッシャー・フラワーズ〉）
- サイテー! ハイスクール!（ジェシカ〈ニコール・マカロー〉）
- ザ・ホーンティング・オブ・ヒルハウス
- スーパーナチュラル シーズン13
- ゾンビーズ（ブリー〈カーラ・ジェフリー〉）
- BULL / ブル 法廷を操る男 シーズン2

2019年
- エレメンタリー ホームズ&ワトソン in NY
- クレイジー・エックス・ガールフレンド
- スーパーナチュラル シーズン13

2019年
- ボンディング 〜男と女の事情〜（ケイト）
- ピクサー・イン・リアルライフ（緑色のジャケットの女性、ラッセル・キム、女性）
- ザ・ソサエティ（ビーン、エミリー、メグ）
- ビバリーヒルズ 再会白書（カイラー〈カリス・キャメロン〉）

2020年
- グランド・アーミー（ソニア・クルス）
- Sweet Home -俺と世界の絶望-（ユン・ジス〈パク・ギュヨン〉）
- リンカーン 殺人鬼ボーン・コレクターを追え!（テレサ）

2021年
- 海街チャチャチャ（チャン・イジュン）
- 恋するアプリ Love Alarm（チャンゴ、少年期ヘゴン）
- トワイライト・ゾーン #20
- ラン・オン・アイス（スカイ〈ジェイド・マー〉）
- Lupin/ルパン（ソフィア・ベルカセム〈シリーヌ・ブテラ〉）

2024年
- チャッキー シーズン3（サマンサ〈シュテフィ・ディドメニカントニオ〉）

2025年
- オーレ殺人事件（アマンダ・ハルヴォルセン）

#### アニメ
- 悪魔バスター★スター・バタフライ
- アングリーバード2（コートニー[42]）
- インサイド・ヘッド2[43]
- 外見至上主義（チェ・スジョン[44]）
- 魔道祖師（女、金氏の女性、男の子、温の老女）
- モータウンの魔法

### テレビ番組
- グレーテルのかまど 大どろぼうホッツェンプロッツのプロムケーキ（朗読）
- 10代の君へ アニメーションで伝えるヒバクシャからの手紙（友人）
- TiARY TV かまってちゃん（ナレーション）
- VSリアルガチ危険生物・VSリアルガチ最強生物（若いお母さん）

### ボイスオーバー
- サワコの一人旅
- 新・地球絶景紀行（タイ・ボリビア・香港・マカオ）
- 日立 世界・ふしぎ発見!

### 実写映画
- 桜ノ雨

### ラジオ
- 岩田光央・鈴村健一 スウィートイグニッション（2015年 - 2016年、ラジオ大阪）

### オーディオブック
- 友人キャラは大変ですか? 1〜2巻（2019年 - 2022年、火ノ森龍牙[45][46]）
- 夢十夜（2019年、朗読[47]）
- ブラッド・ナイト・ノワール（2019年、朗読[48]）
- 玉妖綺譚（2019年、朗読[49]）
- コワモテの巨人くんはフラグだけはたてるんです。（2021年、不々動ねね、友枝ゆえ 他[50]）
- 先日助けていただいたNPCです ～年上な奴隷エルフの恩返し～（2021年、宮柳久奈、トーシロー 他[51]）
- むしめづる姫宮さん（2022年、瀬川雪絵 他[52]）
- 学園者! 〜風紀委員と青春泥棒〜（2022年、御影英子 他[53][54]）
- 最強職《竜騎士》から初級職《運び屋》になったのに、なぜか勇者達から頼られてます 2巻（2022年、ライラック[53]）

### パチンコ・パチスロ
- P大工の源さん 超韋駄天（2020年、刃渡ミカ[55]）

### その他
- タテアニメ モンキーピーク（藤柴）
- ボイスドラマ #FFFFFF（水瀬柊[56]）
- ラジオマンガ 柴門ふみのeストーリー（店員）

## ディスコグラフィ

### キャラクターソング
| 発売日         | 商品名                           | 歌                                                                                       | 楽曲                                 | 備考                                                   |
| -------------- | -------------------------------- | ---------------------------------------------------------------------------------------- | ------------------------------------ | ------------------------------------------------------ |
| 2021年10月27日 | アノーイング！さんさんウィーク！ | 五十嵐双葉（楠木ともり）、桜井桃子（早見沙織）、黒部夏美（青山玲菜）、月城モナ（古賀葵） | 「アノーイング！さんさんウィーク！」 | テレビアニメ『先輩がうざい後輩の話』オープニングテーマ |
| 2021年10月27日 | アノーイング！さんさんウィーク！ | 五十嵐双葉（楠木ともり）、桜井桃子（早見沙織）、黒部夏美（青山玲菜）、月城モナ（古賀葵） | 「アイドルソングうたってみた」       | テレビアニメ『先輩がうざい後輩の話』関連曲             |

### シリーズ一覧
1. ↑  第1シリーズ（2018年）、第2シリーズ（2020年）
2. ↑  続・高校生編（2019年）、新右衛門編（2019年）